# میرساد بالییچ
میرساد بالییچ (بوسنیایی: Mirsad Baljić؛ زادهٔ ۴ مارس ۱۹۶۲) یک بازیکن فوتبال اهل یوگسلاوی است.
از باشگاه‌هایی که در آن بازی کرده‌است می‌توان به باشگاه فوتبال زوریخ، باشگاه فوتبال ژلیزنیچار سارایوو و باشگاه فوتبال سیون اشاره کرد.
وی سابقه ۲۹ بازی برای تیم ملی فوتبال یوگسلاوی در کارنامه دارد. بالییچ در مسابقات بین‌المللی در مجموع برندهٔ ۱ مدال برنز شده‌است.